# شهرستان دکیتر (کانزاس)
شهرستان دکیتر (به انگلیسی: Decatur County, Kansas) شهرستانی در ایالات متحده آمریکا است که در کانزاس واقع شده‌است.